# Holland Financial Centre
Het Holland Financial Centre (HFC) is een Nederlandse stichting gericht op de financiële sector. Het centrum bestaat vanaf 2007 is een initiatief van 48 verschillende partijen uit de financiële sector, uit de overheid, en van de toezichthouders Autoriteit Financiële Markten en De Nederlandsche Bank, die als doel hebben het ontwikkelen van initiatieven die bijdragen aan het in stand houden van een sterke, open en internationaal concurrerende financiële sector in Nederland. Momenteel heeft HFCPlaza een kleine 30 ondernemers.

## IMQubator fonds
Met geld van onder meer APG (ABP) werd door een lid van de HFC werkgroep Actief Vermogensbeheer in Januari 2009 een "seeding/accelerator" fonds opgericht, dat investeert in startende asset managers. Het fonds, IMQubator genaamd, had een initiële omvang van € 250 miljoen. De bedoeling is dat elk beleggingsbedrijf waarin IMQubator fonds investeerde, na drie tot vijf jaar volledig op eigen benen kan komen te staan. Naast geld krijgen starters via de IMQubator ook de beschikking over bedrijfsmatig, fiscaal en juridisch advies, en ondersteuning bij de inrichting van de administratie en het risicomanagement.

## HFC Plaza
Op 8 maart 2010 openden Minister Maria van der Hoeven (EZ) en Burgemeester Cohen het nieuwe ondernemerscentrum van HFC. HFC Plaza is gevestigd in Amsterdam, op de Zuidas, op de bovenste verdiepingen van het Symphony gebouw.

## De stichting HFC werkt slechts op de achtergrond
Na de nationalisering van SNS Reaal op 1 februari 2013 gaven minister van Financiën Jeroen Dijsselbloem en financiële woordvoerders in de Tweede Kamer aan dat ze de samenwerking tussen de overheid en het bedrijfsleven in het HFC niet langer wenselijk achtten. De reden hiervoor was de vermenging van rollen en verantwoordelijkheden die optrad in het orgaan, dat was samengesteld uit de financiële sector, de overheid, en de toezichthouders AFM en DNB. De toezichthouders zouden hierdoor te weinig afstand hebben van de financiële sector en daardoor belemmerd kunnen worden in hun toezichthoudende rol. 
Door deze kritiek viel een belangrijke pijler onder het platform weg en was er geen draagvlak meer voor de publiek-private samenwerking. Begin februari 2013 maakte de stichting bekend dat het stopt in de toenmalige vorm.
De stichting HFC wordt nog steeds geleid door een twintigtal bestuurders uit verschillende takken van de financiële wereld. Echter het bestuur heeft per 1 januari 2014 de financiële projecten en activiteiten onder haar beheer afgesloten.

## Doorstart
In 2015 werd een doorstart gemaakt en zijn er ruim 25 ondernemers gevestigd in HFC Plaza aan de Zuidas. Momenteel is de voorzitter van de stichting Jan Nooitgedagt. Het management van het bedrijvencentrum is in handen van Candenza B.V..